# Епархия Мейтленд-Ньюкасла
 Епархия Мейтленд-Ньюкасла  (лат. Dioecesis Maitlandensis-Novocastrensis) — епархия Римско-Католической церкви с центром в городе Мейтленд, Австралия. Епархия Мейтленд-Ньюкасла входит в митрополию Сиднея. Кафедральным собором епархии Мейтленд-Ньюкасла является собор Святейшего Сердца Иисуса.

## История
25 июня 1847 года Римский папа Пий IX учредил епархию Мейтленда, выделив её из архиепархии Сиднея. 14 июня 1995 года Святой Престол издал декрет Cum urbs, которым перевёл кафедру епархии из города Мейтленда в город Ньюкасл и епархия стала называться как епархия Мейтленд-Ньюкасла. 

## Ординарии епархии
- епископ Charles Henry Davis (1846—1854);
- епископ Джеймс Мюррэй[англ.] (1865—1909);
- епископ Патрик Винсент Дуайер[англ.] (1909—1931);
- епископ Edmund John Aloysius Gleeson (1931—1956);
- епископ John Thomas Toohey (1956—1975);
- епископ Leo Morris Clarke (1976—1995);
- епископ Michael John Malone (1995—2011);
- епископ William Wright (2011—2021);
- епископ Майкл Роберт Кеннеди (со 2 февраля 2023 года).

## Источник
- Annuario Pontificio, Libreria Editrice Vaticana, Città del Vaticano, 2003, ISBN 88-209-7422-3
- Декрет Cum urbs, AAS 87 (1995), стр. 918  (лат.)